# Economía de Elche
La economía de Elche, ciudad española de la provincia de Alicante, se basa en la actividad secundaria, fundamentalmente en la industria del calzado.

## Sector primario
La agricultura, que ha perdido peso últimamente, continúa siendo un sector importante que en los últimos años se orienta hacia productos de uso no alimentario, como por ejemplo viveros. En torno a la ciudad se extienden treinta partidas rurales pobladas de viviendas de labor y recreo. En esta zona agrícola, denominada el Campo de Elche, se cosechan granadas, higos, dátiles, cítricos, almendras, algodón y diversas hortalizas.

## Sector secundario
El sector económico por excelencia es el industrial y gira en torno al calzado y sus productos intermediarios. En Elche se fabrica alrededor de un 42% del calzado producido en España y es uno de los principales productores de Europa. La exportación de calzado ilicitano contribuye notablemente a que la provincia de Alicante presente uno de los mejores saldos exportadores del país. Una gran parte de las empresas del sector se concentran en el área de Elche Parque Empresarial, con una superficie de más de 1.200.000 m². El resto del sector industrial es diverso, habiendo empresas de las industrias del metal, de la química y de la construcción entre otras.

## Sector terciario
El comercio ocupa un 20% de la población. La ciudad cuenta con el Centro de Congresos Ciudad de Elche, la Institución Ferial Alicantina (IFA), donde se celebra, entre otros eventos, Expocalzado Internacional, que constituye la principal feria del sector, y el Aeropuerto de Alicante-Elche en L'Altet. El turismo, con poco peso respecto a los otros sectores económicos y mucho más modesto que el de otros municipios de la provincia, tiene como principales bazas su conocido palmeral, su casco antiguo, el Misterio de Elche (representado en la Basílica de Santa María), y las playas de su término municipal.
Institución Ferial Alicantina

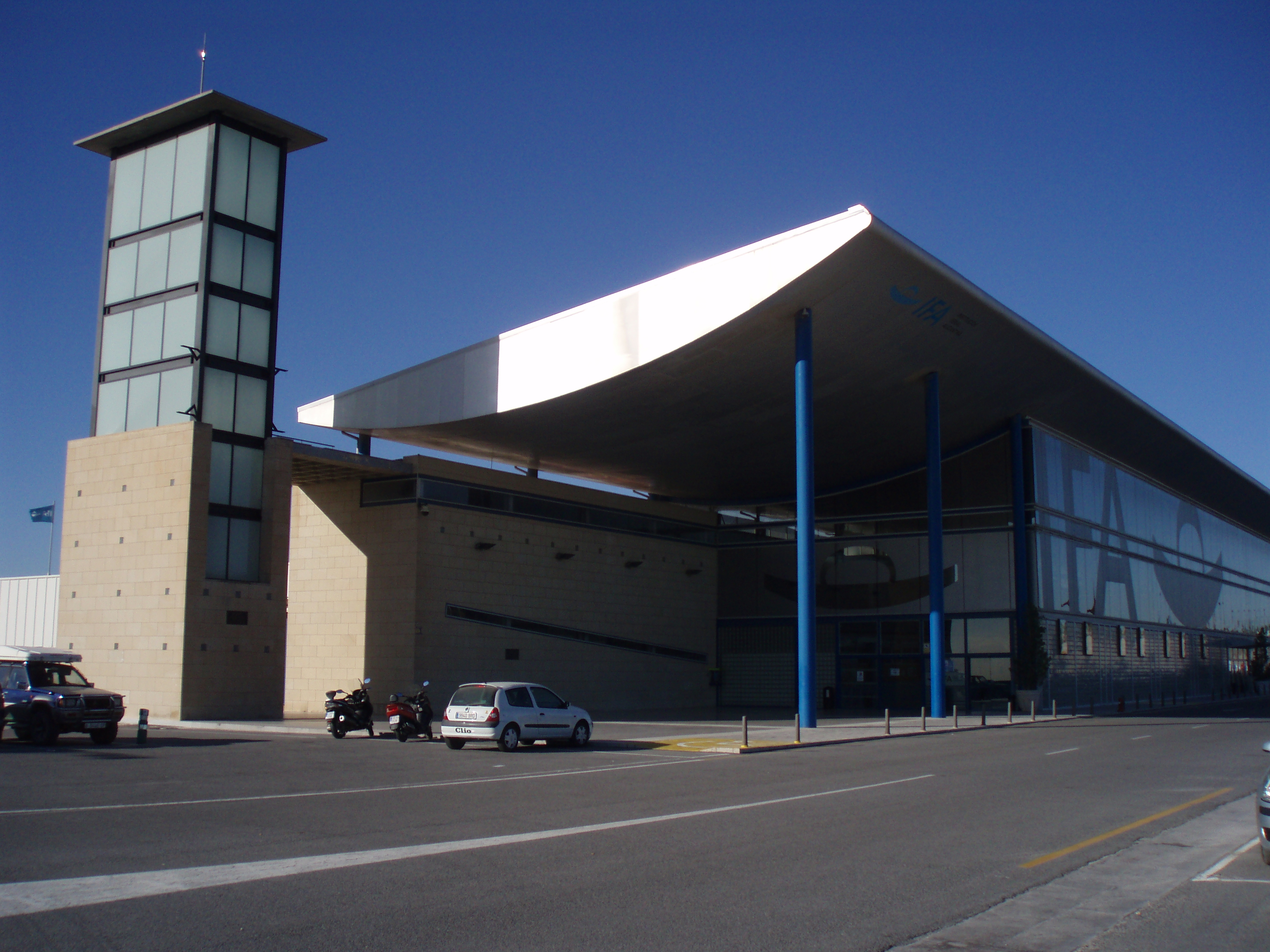
La Institución Ferial Alicantina (IFA).

La Institución Ferial Alicantina (IFA) está situada en Torrellano, pedanía perteneciente a Elche y al suroeste de la ciudad de Alicante, cerca del Aeropuerto de Alicante-Elche. Cuenta con dos pabellones de uso múltiple de 26.500 m² y con 5.000 plazas de aparcamiento. En la actualidad se encuentra en fase de ampliación, con un palacio multifuncional proyectado de capacidad para 8.500 personas acondicionado para albergar todo tipo de eventos, desde conciertos, obras teatrales y eventos deportivos hasta su uso para exposición de la misma feria. Además, el recinto dispondrá de un centro de convenciones de 21.200 m².
Centros Comerciales
En 1983 se abrió el Centro Comercial Continente (actualmente Carrefour) de Elche que sería el primero en la ciudad aunque únicamente contaba con el hipermercado y el restaurante Nostrus. Doce años después, en 2003, se inauguraría el segundo centro comercial de la ciudad llamado L´Aljub. Este cuenta con dos plantas donde se instalan el hipermercado Eroski, once salas de cine, numerosas tiendas de ropa, algunas cadenas de comida rápida como McDonald's, Kentucky Fried Chicken o Pans & Company y locales de ocio, como una bolera; así Elche se convirtió en una ciudad de servicios. En 2007 llegaron El Corte Inglés e Hipercor de la mano del Centro Comercial Ciudad de Elche inaugurado por Francesc Camps mientras que en el Centro Comercial El Sauce (ampliación del Centro Comercial Carrefour) se gestaban un Media Markt, Toys "R" Us o Decathlon entre otras tiendas para dar forma al centro comercial que es hoy, todos ellos situados en el extremo occidental de la ciudad.